# Genuchinus peruanus
Genuchinus peruanus är en skalbaggsart som beskrevs av Moser 1910. Genuchinus peruanus ingår i släktet Genuchinus och familjen Cetoniidae. Inga underarter finns listade i Catalogue of Life.